# Nymphon nipponense
Nymphon nipponense is een zeespin uit de familie Nymphonidae. De soort behoort tot het geslacht Nymphon. Nymphon nipponense werd in 1949 voor het eerst wetenschappelijk beschreven door Hedgpeth. 